# Reforma Francisco Campos
A reforma Francisco Campos foi uma reforma na educação brasileira ocorrida em 1931. Após a revolução de 30, no contexto do processo de integração política do país, houve um avanço no desejo de reformas educacionais e a regulamentação do ensino. A reforma consistiu em uma série decretos, entre os quais são relevantes:
1. Decreto 19.850, de 11 de abril de 1931 — criou o Conselho Nacional de Educação;
2. Decreto 19.851,  de 11 de abril de 1931  —  dispôs  sobre  a  organização  do  ensino superior no Brasil e adotou o regime universitário.
3. Decreto 19.852, de 11 de abril de 1931 — dispôs sobre a organização da Universidade do Rio de janeiro.
4. Decreto 19.890, de 18 de abril de 1931 — dispôs sobre a organização do ensino secundário.
5. Decreto 19.941, de 30 de abril de 1931 — instituiu o ensino religioso como matéria facultativa nas escolas públicas do país.
6. Decreto  20.158,  de  30 de junho de 1931  —  organizou  o  ensino  comercial  e regulamentou a profissão de contador.
7. Decreto  21.241,  de 14 de abril de 1932  —  consolidou  as  disposições  sobre  a organização do ensino secundário.

A reforma instituiu o Ministério dos Negócios da Educação e Saúde Pública, que hoje é o Ministério da Educação.
Essa reforma foi sucedida pelas Leis Orgânicas do Ensino, que foram uma nova série de decretos durante a ditadura do Estado Novo, datados de 1942 a 1946.
A reforma teve relevância na história de educação no Brasil:
de um modo geral a reforma possibilitou um grande avanço no que diz respeito à regulamentação da educação em âmbito nacional. A educação brasileira  “viu  nascer”  de  forma palpável cuidados regulamentadores para com o desenvolvimento do ensino superior, secundário e comercial, este conjunto de decretos não foi suficiente para resolver o problema educacional brasileiro, porém, foi uma iniciativa  que  contribuiu para  com o limiar das perspectivas de uma  educação capaz de atender as necessidades da sociedade brasileira.— POLÍTICAS PÚBLICAS E EDUCACIONAIS NO CONTEXTO HISTÓRICO BRASILEIRO - Wendell L. Pereira